# Macronychoptera
De Macronychoptera zijn een groep van uitgestorven pterosauriërs.
In 2003 benoemde de paleontoloog David Unwin de klade, monofyletische afstammingsgroep, Macronychoptera. De definitie was: de groep bestaande uit de laatste gemeenschappelijke voorouder van Dimorphodon macronyx en Quetzalcoatlus northropi en al zijn afstammelingen. De naam is afgeleid uit het Klassiek Grieks: makros betekent 'lang', onyx 'klauw' en pteron 'vleugel'.
Unwin benoemde de groep naar aanleiding van een kladistische analyse die deze klade vond. De synapomorfieën, gedeelde afgeleide eigenschappen, waren: het dentarium vormt minstens 75% van de onderkaaklengte; het ravenbeksbeen heeft minstens een lengte van 66% van het schouderblad; de vingers zijn robuuster dan de tenen; de voorste ledematen zijn minstens 2,5 maal zo lang als de achterste; het opperarmbeen is langer dan het dijbeen. De nieuwe eigenschappen hebben dus voornamelijk betrekking op een forsere bouw van de vleugels.
De Macronychoptera zijn volgens Unwins analyse de zustergroep van de meest basale bekende pterosauriër Preondactylus (een vorm met dus vrij kleine vleugels) en omvatten de Dimorphodontidae en Caelidracones, dus alle bekende pterosauriërs op een na.